# Папужка болотяний
Папужка болотяний (Pezoporus wallicus, англ. Eastern Ground Parrot) — вид папуг родини Psittaculidae. Вперше земляного папугу описав Роберт Керр, історик і науковий перекладач з Шотландії. У 1792 році він згадав цей вид в книзі «Царство тварин». Це переклад з доробками відомої чотиритомної енциклопедії Карла Ліннея.

## Опис
Папужка болотяний має скромне, непомітне жовто-зелене оперення з чорними поперечними смужками. Жовтий і зелений кольори утворюють строкату кольчугу на грудях, шиї та нижній частині тіла. Верхня ж частина має зелений окрас, на якому виділяється червоний лоб. Дзьоб темно-сірий, загнутий, як у сови. Кігті у земляного папуги довгі й, на відміну від інших видів, прямі. Довжина дорослого папуги досягає тридцяти сантиметрів, вага — 250—300 грамів. Короткий хвіст і крила мають округлу форму і жорстке оперення. Розмах крил становить 25 см. Самиця відрізняється від самця трохи меншими розмірами, в забарвленні відмінностей не спостерігається. Молоді пташенята мають коричневий окрас, який поступово змінюється на жовто-зелений.

## Поширення
Болотяні папужки живуть на трав'янистих рівнинах і болотистих місцевостях центральній та східній Тасманії. Поодинокі особини зустрічаються на східному і південному узбережжі Австралії. Там їхнє існування практично неможливе через велику кількість диких кішок і лисиць, які полюють на птахів.

## Спосіб життя
Ці птахи відрізняються гострим запахом і хрипло-каркаючим голосом, які легко видають їхнє місце перебування. Оскільки земляні папуги не можуть довго літати (максимум на 35 метрів), по їжу вони ходять. У сутінковий, більш безпечний для них, час, вони вирушають на пошуки їжі. Живляться травою, фруктами і ягодами.
Період гніздування земляного папуги припадає на осінь—початок зими. Гніздяться на землі. Вони викопують лапками нірку, знаходять собі місце в середині старого пня або під якою-небудь колючою рослиною, щоб хижакам було важче дістатися до них. У повній кладці буває від двох до шести яєць. Після вилуплення молоді пташенята 25 днів адаптуються до нових умов, оперяються. Тільки потім залишають гніздо.
Середня тривалість життя земляного папуги — близько 15-ти років.

## Охорона
Чисельність болотяних папужок зменшується. Для них велику небезпеку представляють лісові пожежі, які є основною причиною різкого скорочення кількості особин. Полювання на цих птахів заборонене законом.